# Selección de fútbol sub-17 de Portugal
La selección de fútbol sub-17 de Portugal es el equipo que representa al país en la Copa Mundial de Fútbol Sub-17 y en la Eurocopa Sub-17, y es controlada por la Federación Portuguesa de Fútbol.

## Historial
Registran 3 apariciones en el Mundial Sub-17 y 11 veces han clasificado para la Eurocopa Sub-17, en las cuales ha salido campeón en dos ocasión en 2003 como país sede y en 2016.

## Palmarés
- Eurocopa Sub-17: 3

2003, 2016, 2025

## Estadísticas

### Mundial Sub-17
| Año   | Ronda                                 | Puesto                                | J                                     | G                                     | E1                                    | P                                     | GF                                    | GC                                    |
| ----- | ------------------------------------- | ------------------------------------- | ------------------------------------- | ------------------------------------- | ------------------------------------- | ------------------------------------- | ------------------------------------- | ------------------------------------- |
| 1985  | No clasificó                          | No clasificó                          | No clasificó                          | No clasificó                          | No clasificó                          | No clasificó                          | No clasificó                          | No clasificó                          |
| 1987  | No clasificó                          | No clasificó                          | No clasificó                          | No clasificó                          | No clasificó                          | No clasificó                          | No clasificó                          | No clasificó                          |
| 1989  | Semifinal                             | 3.º                                   | 6                                     | 3                                     | 2                                     | 1                                     | 11                                    | 7                                     |
| 1991  | No clasificó                          | No clasificó                          | No clasificó                          | No clasificó                          | No clasificó                          | No clasificó                          | No clasificó                          | No clasificó                          |
| 1993  | No clasificó                          | No clasificó                          | No clasificó                          | No clasificó                          | No clasificó                          | No clasificó                          | No clasificó                          | No clasificó                          |
| 1995  | Cuartos de final                      | 8.º                                   | 4                                     | 1                                     | 0                                     | 3                                     | 5                                     | 8                                     |
| 1997  | No clasificó                          | No clasificó                          | No clasificó                          | No clasificó                          | No clasificó                          | No clasificó                          | No clasificó                          | No clasificó                          |
| 1999  | No clasificó                          | No clasificó                          | No clasificó                          | No clasificó                          | No clasificó                          | No clasificó                          | No clasificó                          | No clasificó                          |
| 2001  | No clasificó                          | No clasificó                          | No clasificó                          | No clasificó                          | No clasificó                          | No clasificó                          | No clasificó                          | No clasificó                          |
| 2003  | Cuartos de final                      | 8.º                                   | 4                                     | 1                                     | 1                                     | 2                                     | 11                                    | 18                                    |
| 2005  | No clasificó                          | No clasificó                          | No clasificó                          | No clasificó                          | No clasificó                          | No clasificó                          | No clasificó                          | No clasificó                          |
| 2007  | No clasificó                          | No clasificó                          | No clasificó                          | No clasificó                          | No clasificó                          | No clasificó                          | No clasificó                          | No clasificó                          |
| 2009  | No clasificó                          | No clasificó                          | No clasificó                          | No clasificó                          | No clasificó                          | No clasificó                          | No clasificó                          | No clasificó                          |
| 2011  | No clasificó                          | No clasificó                          | No clasificó                          | No clasificó                          | No clasificó                          | No clasificó                          | No clasificó                          | No clasificó                          |
| 2013  | No clasificó                          | No clasificó                          | No clasificó                          | No clasificó                          | No clasificó                          | No clasificó                          | No clasificó                          | No clasificó                          |
| 2015  | No clasificó                          | No clasificó                          | No clasificó                          | No clasificó                          | No clasificó                          | No clasificó                          | No clasificó                          | No clasificó                          |
| 2017  | No clasificó                          | No clasificó                          | No clasificó                          | No clasificó                          | No clasificó                          | No clasificó                          | No clasificó                          | No clasificó                          |
| 2019  | No clasificó                          | No clasificó                          | No clasificó                          | No clasificó                          | No clasificó                          | No clasificó                          | No clasificó                          | No clasificó                          |
| 2021  | Cancelado por la Pandemia de COVID-19 | Cancelado por la Pandemia de COVID-19 | Cancelado por la Pandemia de COVID-19 | Cancelado por la Pandemia de COVID-19 | Cancelado por la Pandemia de COVID-19 | Cancelado por la Pandemia de COVID-19 | Cancelado por la Pandemia de COVID-19 | Cancelado por la Pandemia de COVID-19 |
| 2023  | No clasificó                          | No clasificó                          | No clasificó                          | No clasificó                          | No clasificó                          | No clasificó                          | No clasificó                          | No clasificó                          |
| 2025  | Por disputarse                        | Por disputarse                        | Por disputarse                        | Por disputarse                        | Por disputarse                        | Por disputarse                        | Por disputarse                        | Por disputarse                        |
| Total | 3/20                                  | 33.º                                  | 14                                    | 5                                     | 3                                     | 6                                     | 27                                    | 33                                    |

### Eurocopa Sub-17
| Año   | Ronda                                      | J                                          | G                                          | E1                                         | P                                          | GF                                         | GC                                         |
| ----- | ------------------------------------------ | ------------------------------------------ | ------------------------------------------ | ------------------------------------------ | ------------------------------------------ | ------------------------------------------ | ------------------------------------------ |
| 2002  | Fase de grupos                             | 6                                          | 1                                          | 0                                          | 2                                          | 2                                          | 4                                          |
| 2003  | Campeón                                    | 5                                          | 4                                          | 1                                          | 0                                          | 10                                         | 5                                          |
| 2004  | 3º Lugar                                   | 5                                          | 1                                          | 2                                          | 2                                          | 10                                         | 10                                         |
| 2005  | No clasificó                               | No clasificó                               | No clasificó                               | No clasificó                               | No clasificó                               | No clasificó                               | No clasificó                               |
| 2006  | No clasificó                               | No clasificó                               | No clasificó                               | No clasificó                               | No clasificó                               | No clasificó                               | No clasificó                               |
| 2007  | No clasificó                               | No clasificó                               | No clasificó                               | No clasificó                               | No clasificó                               | No clasificó                               | No clasificó                               |
| 2008  | No clasificó                               | No clasificó                               | No clasificó                               | No clasificó                               | No clasificó                               | No clasificó                               | No clasificó                               |
| 2009  | No clasificó                               | No clasificó                               | No clasificó                               | No clasificó                               | No clasificó                               | No clasificó                               | No clasificó                               |
| 2010  | Fase de grupos                             | 3                                          | 1                                          | 0                                          | 2                                          | 3                                          | 3                                          |
| 2011  | No clasificó                               | No clasificó                               | No clasificó                               | No clasificó                               | No clasificó                               | No clasificó                               | No clasificó                               |
| 2012  | No clasificó                               | No clasificó                               | No clasificó                               | No clasificó                               | No clasificó                               | No clasificó                               | No clasificó                               |
| 2013  | No clasificó                               | No clasificó                               | No clasificó                               | No clasificó                               | No clasificó                               | No clasificó                               | No clasificó                               |
| 2014  | Semifinales                                | 4                                          | 3                                          | 0                                          | 1                                          | 4                                          | 2                                          |
| 2015  | No clasificó                               | No clasificó                               | No clasificó                               | No clasificó                               | No clasificó                               | No clasificó                               | No clasificó                               |
| 2016  | Campeón                                    | 6                                          | 4                                          | 2                                          | 0                                          | 15                                         | 1                                          |
| 2017  | No clasificó                               | No clasificó                               | No clasificó                               | No clasificó                               | No clasificó                               | No clasificó                               | No clasificó                               |
| 2018  | Fase de grupos                             | 3                                          | 1                                          | 1                                          | 1                                          | 4                                          | 1                                          |
| 2019  | Cuartos de final                           | 4                                          | 2                                          | 0                                          | 2                                          | 6                                          | 5                                          |
| 2020  | Cancelado debido a la pandemia de COVID-19 | Cancelado debido a la pandemia de COVID-19 | Cancelado debido a la pandemia de COVID-19 | Cancelado debido a la pandemia de COVID-19 | Cancelado debido a la pandemia de COVID-19 | Cancelado debido a la pandemia de COVID-19 | Cancelado debido a la pandemia de COVID-19 |
| 2021  | Cancelado debido a la pandemia de COVID-19 | Cancelado debido a la pandemia de COVID-19 | Cancelado debido a la pandemia de COVID-19 | Cancelado debido a la pandemia de COVID-19 | Cancelado debido a la pandemia de COVID-19 | Cancelado debido a la pandemia de COVID-19 | Cancelado debido a la pandemia de COVID-19 |
| 2022  | Semifinales                                | 5                                          | 3                                          | 1                                          | 1                                          | 14                                         | 9                                          |
| 2023  | Fase de grupos                             | 3                                          | 1                                          | 1                                          | 1                                          | 5                                          | 5                                          |
| 2024  | Subcampeón                                 | 6                                          | 4                                          | 0                                          | 2                                          | 12                                         | 10                                         |
| 2025  | Campeón                                    | 5                                          | 3                                          | 2                                          | 0                                          | 11                                         | 3                                          |
| Total | 12/22                                      | 52                                         | 28                                         | 10                                         | 14                                         | 94                                         | 59                                         |

1- Los empates incluyen los partidos que se definieron por penales.

## Equipo Actual
Los siguientes jugadores fueron seleccionados para los partidos del Campeonato Europeo Sub-17 de la UEFA 2022.